# فهرست فیلم‌های جنگ ستارگان
فرنچایز جنگ ستارگان شامل چند فیلم لایواکشن و انیمیشن است. مجموعه‌فیلم این فرنچایز با یک سه‌گانه به‌صورت از میانه رویدادها آغاز شد که بعداً به سه سه‌گانه به‌نام «حماسهٔ اسکای‌واکر» گسترش یافت.
فیلم هم‌نام در ۱۹۷۷ بعداً با عنوان فرعی قسمت چهارم — امیدی جدید، و سپس دنباله‌های آن امپراتوری ضربه می‌زند (۱۹۸۰) و بازگشت جدای (۱۹۸۳) به‌ترتیب با نام قسمت پنجم و قسمت ششم منتشر شدند. این فیلم‌ها سه‌گانهٔ اصلی را تشکیل می‌دهند. سال‌ها بعد، سه‌گانهٔ پیش‌درآمد منتشر شد که شامل جنگ ستارگان: قسمت اول – تهدید شبح (۱۹۹۹)، جنگ ستارگان: قسمت دوم – حمله کلون‌ها (۲۰۰۲) و جنگ ستارگان: قسمت سوم – انتقام سیت (۲۰۰۵) بود. پس از اینکه جرج لوکاس خالق مجموعه جنگ ستارگان آن را در سال ۲۰۱۲ به دیزنی فروخت، سه‌گانهٔ دنباله متشکل از قسمت‌های هفتم تا نهم منتشر شد که شامل جنگ ستارگان: نیرو برمی‌خیزد (۲۰۱۵)، جنگ ستارگان: آخرین جدای (۲۰۱۷) و جنگ ستارگان: خیزش اسکای‌واکر (۲۰۱۹) بود.
در فاصله بین تولید و اکران فیلم‌های سه‌گانهٔ دنباله، دو فیلم گلچین نیز ساخته شد؛ روگ وان: داستانی از جنگ ستارگان (۲۰۱۶) و سولو: داستانی از جنگ ستارگان (۲۰۱۸) که هر دو از لحاظ داستانی بین سه‌گانه‌های پیش‌درآمد و اصلی جریان دارند. سومین فیلم گلچین با نام روگ اسکوادرن قرار بود در سال ۲۰۲۳ اکران شود، اما تولید آن به تعویق افتاد.
مجموع فروش گیشهٔ این فیلم‌ها بیش از ۱۰ میلیارد دلار آمریکا است و در حال حاضر دومین فرنچایز فیلمی پرفروش در جهان است. عمده‌ترین فیلم‌های لایو اکشن (از جمله تمام فیلم‌های حماسهٔ اسکای‌واکر) نامزد دریافت جوایز اسکار شدند. فیلم اول این فرنچایز برای اکثر رشته‌های اصلی، از جمله بهترین فیلم، بهترین کارگردانی، بهترین فیلم‌نامه غیراقتباسی و بهترین بازیگر نقش مکمل مرد برای الک گینس (بازیگر نقش اوبی وان کنوبی) نامزد شد، در حالی که همه دنباله‌ها در بخش‌های فنی نامزد شده‌اند.
چند فیلم نیز قبل از خرید این فرنچایز توسط دیزنی در سال ۲۰۱۲ منتشر شدند، اما این اسپین‌آف‌ها (به‌جز انیمیشن جنگ ستارگان: جنگ‌های کلون (۲۰۰۸)) دیگر در خط داستانی جنگ ستارگان به‌عنوان فیلم اصلی در نظر گرفته نمی‌شوند. اولین فیلم اسپین‌آف تولید شده فیلم ویژه تعطیلات جنگ ستارگان (۱۹۷۸) بود که یک سال پس از فیلم اصلی منتشر شد. در سال‌های ۱۹۸۴ و ۱۹۸۵، دو فیلم لایو اکشن با شخصیت‌های اووک در ایالات متحده پخش شد و در اروپا به نمایش درآمد. چندین سریال تلویزیونی ادامه‌دهندهٔ فیلم اول جنگ ستارگان یا الهام گرفته‌شده از آن نیز منتشر شده‌است.

## حماسهٔ اسکای‌واکر
| عنوان                            | تاریخ اکران    | کارگردان       | فیلم‌نامه‌نویس(ها)                          | داستان از                                            | تهیه‌کننده(ها)                            | منا           |
| سه‌گانهٔ اصلی                      | سه‌گانهٔ اصلی    | سه‌گانهٔ اصلی    | سه‌گانهٔ اصلی                               | سه‌گانهٔ اصلی                                          | سه‌گانهٔ اصلی                              | سه‌گانهٔ اصلی   |
| -------------------------------- | -------------- | -------------- | ----------------------------------------- | ---------------------------------------------------- | ---------------------------------------- | ------------- |
| قسمت چهارم – جنگ ستارگان         | ۲۵ مه ۱۹۷۷     | جرج لوکاس      | جرج لوکاس                                 | جرج لوکاس                                            | گری کورتز                                | [ ۲ ] [ ۳ ]   |
| قسمت پنجم – امپراتوری ضربه می‌زند | ۲۱ مه ۱۹۸۰     | اروین کرشنر    | لی براکت و لارنس کاسدان                   | جرج لوکاس                                            | گری کورتز                                | [ ۴ ] [ ۵ ]   |
| قسمت ششم – بازگشت جدای           | ۲۵ مه ۱۹۸۳     | ریچارد مارکوند | لارنس کاسدان و جرج لوکاس                  | جرج لوکاس                                            | هوارد کازانجیان                          | [ ۶ ] [ ۷ ]   |
| سه‌گانهٔ پیش‌درآمد                  |                |                |                                           |                                                      |                                          |               |
| قسمت اول – تهدید شبح             | ۱۹ مه ۱۹۹۹     | جرج لوکاس      | جرج لوکاس                                 | جرج لوکاس                                            | ریک مک‌کالوم                              | [ ۸ ]         |
| قسمت دوم – حمله کلون‌ها           | ۱۶ مه ۲۰۰۲     | جرج لوکاس      | جرج لوکاس و جاناتان هلز                   | جرج لوکاس                                            | ریک مک‌کالوم                              | [ ۹ ] [ ۱۰ ]  |
| قسمت سوم – انتقام سیت            | ۱۹ مه ۲۰۰۵     | جرج لوکاس      | جرج لوکاس                                 | جرج لوکاس                                            | ریک مک‌کالوم                              | [ ۱۱ ] [ ۱۲ ] |
| سه‌گانهٔ دنباله                    |                |                |                                           |                                                      |                                          |               |
| قسمت هفتم – نیرو برمی‌خیزد        | ۱۸ دسامبر ۲۰۱۵ | جی. جی. آبرامز | جی.جی. آبرامز، لارنس کاسدان و مایکل آرندت | جی.جی. آبرامز، لارنس کاسدان و مایکل آرندت            | کاتلین کندی، جی.جی. آبرامز و برایان بورک | [ ۶ ] [ ۱۳ ]  |
| قسمت هشتم – آخرین جدای           | ۱۵ دسامبر ۲۰۱۷ | ریان جانسن     | ریان جانسن                                | ریان جانسن                                           | کاتلین کندی و رام برگمن                  | [ ۱۴ ] [ ۱۵ ] |
| قسمت نهم – خیزش اسکای‌واکر        | ۲۰ دسامبر ۲۰۱۹ | جی.جی. آبرامز  | کریس تریو و جی.جی. آبرامز                 | درک کانولی & کالین ترورو و کریس تریو & جی.جی. آبرامز | کاتلین کندی، جی.جی. آبرامز و میشل رجوان  | [ ۱۶ ] [ ۱۷ ] |

## فیلم‌های گلچین
| عنوان                        | تاریخ انتشار   | کارگردان    | فیلم‌نامه‌نویس(ها)              | داستان از                     | تهیه‌کننده(ها)                               | منا.   |
| ---------------------------- | -------------- | ----------- | ----------------------------- | ----------------------------- | ------------------------------------------- | ------ |
| روگ وان                      | ۱۶ دسامبر ۲۰۱۶ | گرت ادواردز | کریس وایتز و تونی گیلروی      | جان نول و گری ویتا            | کاتلین کندی، آلیسون شیرمور و سایمون امانوئل | [ ۱۸ ] |
| سولو: داستانی از جنگ ستارگان | ۲۵ مه ۲۰۱۸     | ران هاوارد  | جاناتان کاسدان و لارنس کاسدان | جاناتان کاسدان و لارنس کاسدان | کاتلین کندی، آلیسون شیرمور و سایمون امانوئل | [ ۱۹ ] |
| روگ اسکوادرن                 | نامشخص         | پتی جنکینز  | متیو رابینسون                 | متیو رابینسون                 | کاتلین کندی                                 | [ ۲۰ ] |

## بازخورد

### فروش در گیشه
| عنوان                               | تاریخ انتشار    | فروش در گیشه          | فروش در گیشه    | فروش در گیشه    | رتبه‌بندی تمام دوران   | رتبه‌بندی تمام دوران | بودجه           | منا.            |
| عنوان                               | تاریخ انتشار    | ایالات متحده و کانادا | دیگر مناطق      | جهان            | ایالات متحده و کانادا | جهان                | بودجه           | منا.            |
| حماسهٔ اسکای‌واکر                     | حماسهٔ اسکای‌واکر | حماسهٔ اسکای‌واکر       | حماسهٔ اسکای‌واکر | حماسهٔ اسکای‌واکر | حماسهٔ اسکای‌واکر       | حماسهٔ اسکای‌واکر     | حماسهٔ اسکای‌واکر | حماسهٔ اسکای‌واکر |
| ----------------------------------- | --------------- | --------------------- | --------------- | --------------- | --------------------- | ------------------- | --------------- | --------------- |
| جنگ ستارگان                         | ۲۵ مه ۱۹۷۷      | $۴۶۰٬۹۹۸٬۵۰۷          | $۱۹۵٬۷۵۱٬۹۹۲    | $۶۵۶٬۷۵۰٬۴۹۹    | ۱۹                    | ۹۸                  | $۱۱ میلیون      | [ ۲۱ ]          |
| امپراتوری ضربه می‌زند                | ۲۱ مه ۱۹۸۰      | $۲۹۲٬۷۵۳٬۹۶۰          | $۱۹۰٬۶۸۵٬۲۳۴    | $۴۸۳٬۴۳۹٬۱۹۴    | ۹۸                    | ۱۸۲                 | $۱۸ میلیون      | [ ۲۲ ]          |
| بازگشت جدای                         | ۲۵ مه ۱۹۸۳      | $۳۰۹٬۳۰۶٬۱۷۷          | $۱۲۲٬۰۰۹٬۴۵۷    | $۴۳۱٬۳۱۵٬۶۳۴    | ۸۲                    | ۲۳۱                 | $۳۲٫۵ میلیون    | [ ۲۳ ]          |
| جنگ ستارگان: قسمت اول – تهدید شبح   | ۱۹ مه ۱۹۹۹      | $۴۷۴٬۵۴۴٬۶۷۷          | $۵۵۲٬۵۳۸٬۰۳۰    | $۱٬۰۲۷٬۰۸۲٬۷۰۷  | ۱۸                    | ۴۲                  | $۱۱۵ میلیون     | [ ۲۴ ]          |
| جنگ ستارگان: قسمت دوم – حمله کلون‌ها | ۱۶ مه ۲۰۰۲      | $۳۱۰٬۶۷۶٬۷۴۰          | $۳۴۳٬۱۰۳٬۲۳۰    | $۶۵۳٬۷۷۹٬۹۷۰    | ۸۰                    | ۱۴۰                 | $۱۱۵ میلیون     | [ ۲۵ ]          |
| جنگ ستارگان: قسمت سوم – انتقام سیت  | ۱۹ مه ۲۰۰۵      | $۳۸۰٬۲۷۰٬۵۷۷          | $۴۸۸٬۱۱۹٬۹۸۳    | $۸۶۸٬۳۹۰٬۵۶۰    | ۴۴                    | ۷۸                  | $۱۱۳ میلیون     | [ ۲۶ ]          |
| جنگ ستارگان: نیرو برمی‌خیزد          | ۱۸ دسامبر ۲۰۱۵  | $۹۳۶٬۶۶۲٬۲۲۵          | $۱٬۱۳۲٬۸۵۹٬۴۷۵  | $۲٬۰۶۹٬۵۲۱٬۷۰۰  | ۱                     | ۴                   | $۲۴۵ میلیون     | [ ۲۷ ]          |
| جنگ ستارگان: آخرین جدای             | ۱۵ دسامبر ۲۰۱۷  | $۶۲۰٬۱۸۱٬۳۸۲          | $۷۱۲٬۵۱۷٬۴۴۸    | $۱٬۳۳۲٬۶۹۸٬۸۳۰  | ۹                     | ۱۲                  | $۳۱۷ میلیون     | [ ۲۸ ]          |
| جنگ ستارگان: خیزش اسکای‌واکر         | ۲۰ دسامبر ۲۰۱۹  | $۵۱۵٬۲۰۲٬۵۴۲          | $۵۵۸٬۹۴۶٬۷۳۷    | $۱٬۰۷۴٬۱۴۹٬۲۷۹  | ۱۴                    | ۳۲                  | $۲۷۵ میلیون     | [ ۲۹ ]          |
| فیلم‌های اسپین‌آف                     |                 |                       |                 |                 |                       |                     |                 |                 |
| جنگ ستارگان: جنگ‌های کلون            | ۱۵ اوت ۲۰۰۸     | $۳۵٬۱۶۱٬۵۵۴           | $۳۳٬۱۲۱٬۲۹۰     | $۶۸٬۲۸۲٬۸۴۴     | ۲٬۴۴۷                 | ۲٬۲۱۱               | $۸٫۵ میلیون     | [ ۳۰ ]          |
| روگ وان                             | ۱۶ دسامبر ۲۰۱۶  | $۵۳۲٬۱۷۷٬۳۲۴          | $۵۲۳٬۸۸۰٬۳۹۶    | $۱٬۰۵۶٬۰۵۷٬۷۲۰  | ۱۲                    | ۳۶                  | $۲۶۵ میلیون     | [ ۳۱ ]          |
| سولو: داستانی از جنگ ستارگان        | ۲۵ مه ۲۰۱۸      | $۲۱۳٬۷۶۷٬۵۱۲          | $۱۷۹٬۱۵۷٬۲۹۵    | $۳۹۲٬۹۲۴٬۸۰۷    | ۱۸۹                   | ۳۱۱                 | $۳۰۰ میلیون     | [ ۳۲ ] [ ۳۳ ]   |
| کل                                  | کل              | $۵٬۰۸۱٬۷۰۳٬۱۷۷        | $۵٬۰۳۲٬۶۹۰٬۵۶۷  | $۱۰٬۱۱۳٬۹۳۱٬۲۴۹ | ۲                     | ۲                   | $۱٫۶۳۳ میلیارد  | [ ۳۴ ] [ ۳۵ ]   |

### نظر منتقدان
| عنوان                               | راتن تومیتوز    | متاکریتیک       | سینماسکور       |
| حماسهٔ اسکای‌واکر                     | حماسهٔ اسکای‌واکر | حماسهٔ اسکای‌واکر | حماسهٔ اسکای‌واکر |
| ----------------------------------- | --------------- | --------------- | --------------- |
| جنگ ستارگان                         | ۹۲٪ (۱۳۲ نقد)   | ۹۰ (۲۴ نقد)     | —               |
| امپراتوری ضربه می‌زند                | ۹۴٪ (۱۰۵ نقد)   | ۸۲ (۲۵ نقد)     | —               |
| بازگشت جدای                         | ۸۲٪ (۹۶ نقد)    | ۵۸ (۲۴ نقد)     | —               |
| جنگ ستارگان: قسمت اول – تهدید شبح   | ۵۲٪ (۲۳۳ نقد)   | ۵۱ (۳۶ نقد)     | A−              |
| جنگ ستارگان: قسمت دوم – حمله کلون‌ها | ۶۵٪ (۲۵۲ نقد)   | ۵۴ (۳۹ نقد)     | A−              |
| جنگ ستارگان: قسمت سوم – انتقام سیت  | ۸۰٪ (۳۰۲ نقد)   | ۶۸ (۴۰ نقد)     | A−              |
| جنگ ستارگان: نیرو برمی‌خیزد          | ۹۳٪ (۴۴۵ نقد)   | ۸۰ (۵۵ نقد)     | A               |
| جنگ ستارگان: آخرین جدای             | ۹۱٪ (۴۸۲ نقد)   | ۸۴ (۵۶ نقد)     | A               |
| جنگ ستارگان: خیزش اسکای‌واکر         | ۵۲٪ (۵۱۲ نقد)   | ۵۳ (۶۱ نقد)     | B+              |
| فیلم‌های اسپین‌آف                     |                 |                 |                 |
| جنگ ستارگان: جنگ‌های کلون            | ۱۸٪ (۱۷۲ نقد)   | ۳۵ (۳۰ نقد)     | B−              |
| روگ وان                             | ۸۴٪ (۴۵۶ نقد)   | ۶۵ (۵۱ نقد)     | A               |
| سولو: داستانی از جنگ ستارگان        | ۷۰٪ (۴۸۲ نقد)   | ۶۲ (۵۴ نقد)     | A−              |
| فیلم‌های تلویزیونی                   |                 |                 |                 |
| Star Wars Holiday Special           | ۲۷٪ (۱۵ نقد)    | —               | —               |
| The Ewok Adventure                  | ۲۱٪ (۱۴ نقد)    | —               | —               |
| Ewoks: The Battle for Endor         | ۳۳٪ (۳ نقد)     | —               | —               |